# بهازوماتی
بهازوماتی (انگلیسی: Behazomaty)  یک شهرک در ماداگاسکار است.